# Arch Puddington
Arch Puddington (Egyesült Államok, 1944) amerikai újságíró.

## Pályája
Kentucky államban született, majd a Missouri Egyetemen szerzett diplomát 1966-ban. 1966 és 1971 között politikai újságíróként dolgozott, 1971 és 1976 között pedig a New York-i A. Philip Randolph Intézet programigazgatója volt. 1976 és 1985 között az Ipari Demokráciáért Liga igazgatója volt, majd 1985 és 1993 között a Szabad Európa Rádió New York-i fiókjának igazgatója volt. 1993 óta a Freedom House kutatója, 1994-től alelnöke. Emellett 2013 óta a George W. Bush Elnöki Központ tudományos munkatársa is. Szakterülete az emberi szabadságjogok, különösen a kisebbségi és szakszervezeti jogok érvényesülése. Rendszeresen publikál a Freedom House és az elnöki központ felületein, valamint a Commentary folyóiratban, a Wall Street Journal, a New York Times, a National Interest és a Huffington Post újságokban.

## Írásai
Több könyv szerzője, így az 1988-ban megjelent Bukott utópiák – a kommunista elnyomás módszerei (Failed Utopias: Methods of Coercion in Communist Regimes), valamint a 2000-ben kiadott A Szabad Európa Rádió és a Szabadság Rádió hidegháborús győzelme (The Cold War Triumph of Radio Free Europe and Radio Liberty) című köteteké. Az amerikai Commentary folyóiratban publikált A mai totalitarizmus című írása a Szabadság/Harcosok – hidegháborús írások című kötetben jelent meg magyar nyelven 2015 tavaszán.